# Гайда Денис Ростиславович
Денис Ростиславович Гайда — старший солдат ЗСУ, доброволець ДУК «Правий сектор», кіборг, учасник російсько-української війни 

## Життєпис
До Революції гідності працював барменом в Гніздичеві. Після початку подій на Майдані майже відразу пристав до бійців “Правого сектору”. Отримав поранення на Майдані, від смерті чи важкого поранення його врятувала каска 
Доброволець 1-ї штурмової роти ДУК «Правий сектор». Перші бої добровольці прийняли влітку на околицях Донецька – звільняючи Карлівку, а потім і Піски. Там отримав уламкове поранення, після якого, втік з дніпропетровської лікарні і повернувся до побратимів. 30 липня отримав кульове поранення: увійшла в районі лопатки, а вийшла з грудної клітки поламавши ребра. Восени повернувся в Піски, тривала оборона Донецького аеропорту, Денис став одним з двох правосекторівців, хто провів 38 днів у Донецькому аеропорту восени 2014 року 
У 2016 обороняв авдіївську промзону .
Повернувшись додому зайнявся громадською діяльністю та вступив в університет. Засновник Ходорівської організації підтримки ветеранів АТО 
У 2020 році був кандидататом у депутати Стрийської ОТГ .

## Нагороди
- Народний Герой України (22.8.2019) [4][5]
- Орден «За мужність» ІІІ ступеня (14.11.2022) [6]
- Орден «За мужність» ІІ ступеня (28.7.2023) [7]